# Vickers Vildebeest
El Vickers Vildebest era un avió torpediner biplà, totalment metàl·lic, molt interessant, del que, el 1932, el govern de la Segona República Espanyola va comprar dues unitats i la llicència per fabricar-los a CASA (Construcciones Aeronáuticas S.A.). A causa de la seva antiguitat i la ràpida evolució, de l'aviació en la Guerra civil, no va tenir un paper gaire destacat.

## Història
El govern anglès va publicar l'especificació 24/25 per a un avió torpediner amb base a terra per substituir els Horsley Hawker, i Vickers va dissenyar un avió basat en el Vixen Vickers, que va ser presentat al ministeri el juny de 1926. El ministeri va comandar un prototip per avaluar-lo, va ser acabat a la primavera de 1928 i va realitzar el primer envol l'abril de 1928, des de Brooklands, i el 14 de setembre a es va enfrontar a Martlesham amb el Blackburn Beagle.
El nom es va adoptar el 1926 a partir d'una paraula en afrikaans, que molt sovint a estat mal transcrita com a Vildebeeste o Vildebeast.
El desenvolupament del Vildebeest va patir molts problemes, ja que en un bon principi s'havia estipulat que seria equipat amb un motor sobrealimentat Bristol Orion, que no es va acabar de concretar mai. Aquest fet va ocasionar que es provessin diversos motors com ara el Bristol Jupiter VI o el Bristol Jupiter VIII, fins i tot Bristol XF Jupiter, que es reescalfaven molt. El 1930 Vickers va construir pel seu compte un altre prototip equipat amb motor Armstrong Siddeley, però seguia sobreescalfant-se. Per acabar, el 1931 es va adoptar un motor Bristol Jupiter XFBM de 600 CV que va canviar de nom per dir-se Bristol Pegasus IM3.
Era un avió biplaça, biplà, totalment metàl·lic i que tenia com a peculiaritat el fet que el lloc del pilot estava situat en un lloc descobert, quasi sota el límit d'atac de les ales, mentre que l'artiller de cua, estava situat al límit de sortida, i en una posició més baixa que el pilot. El tren d'aterratge era fix, amb les rodes carenades, inclosa la de cua, i enmig del tren davanter, hi havia la subjecció que suportava el torpede o les bombes. Normalment estava equipat amb motor d'estrella, encara que la versió espanyola portava un motor en V, que movia una hèlix de fusta de dues pales fixes

## Dades tècniques (Vildebeest Mk.IV)
- Llargada: 11,48 metres
- Amplada: 14,94 metres
- Alçària: 4,47 metres
- Pes en buit: 2.143 kilograms. Pes en envol: 3.856 kilograms
- Velocitat màxima: 251 K/h.
- Sostre: 5.180 metres. Autonomia: 1.014 kilòmetres.
- Tripulació: 2 persones, pilot i artiller
- Armament: dues metralladores Vickers Mk IV de 7,7 mm, una al capó sincronitzada amb l'hèlix, i l'altra al darrere, sobre un arc operada per l'artiller. Un torpede de 450 m/m, o una càrrega similar de bombes.[2]

## Teatre d'operacions

### Espanya
El 1932 l'armada aèria de la República va comprar el primer prototip i un aparell desmuntat, junt amb la llicència per fabricar-lo a CASA, en una quantitat de 25 unitats, equipades amb motor Hispano Suiza 12Ybrs, i van canviar la matrícula del primer (G-ABGE) per T-1 fins a la T-27.
Es van construir totes amb tren d'aterratge terrestre, excepte una, que es va muntar amb flotadors (matricula T-16), i el juliol del 1936 estaven enquadrats en tres esquadrilles de L'Aviació Naval, a l'esquadrilla de torpedes de San Javier, i, segons sembla, l'hidro era a la base d'hidros del Port de Barcelona. De tots aquests avions, només n'hi havia operatius una sola esquadrilla, al comandament del tinent de vaixell Fernandez Salgueiro. La resta estaven en fase de muntatge d'armament i de calibratge.
Al començament de la guerra es van estructurar en patrulles de tres aparells, i es va enviar una esquadrilla de vuit aparells a Barcelona, al comandament de Carlos Lázaro Cajajust. Es van equipar dos aparells més amb flotadors, per completar una patrulla amfíbia. Un d'aquests aparells (amb matrícula T-16) es va perdre en un atac a Mallorca, però la tripulació es va salvar.
A causa de la baixa velocitat que desenvolupava, van tenir moltes baixes, entre les quals cal destacar el primer abatiment aconseguit per Joaquín García-Morato que pilotava un Nieuport 52. D'aquesta manera, el setembre del 1938 només restaven sis aparells: tres a Catalunya i tres a Los Alcázares. Al final de la guerra, se'n van recuperar dos en molt mal estat, els quals van ser donats de baixa per l'Ejército del Aire el 1940.

### Anglaterra

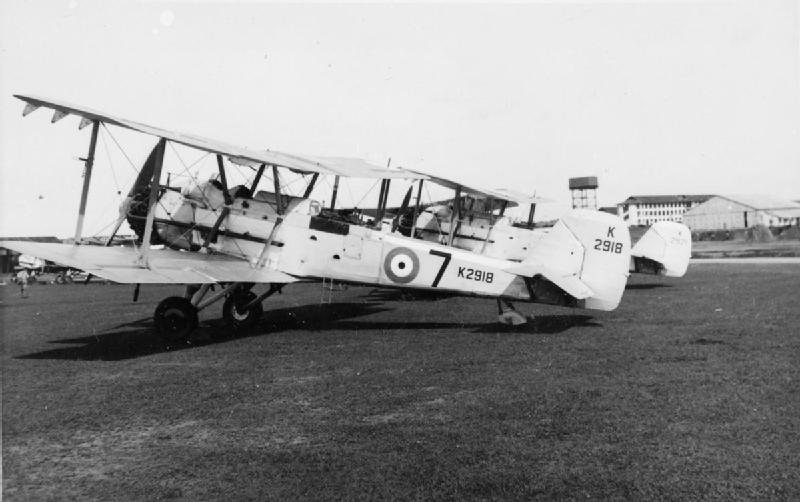
Formació de Vickers Vildebeest

El Vildebeest va entrar en servei el 1932 a l'esquadró número 100 amb base a Singapur, on a partir de 1933 van anar rebent altres remeses fins a completar-lo i va restar operatiu fins a la invasió japonesa de 1941. No obstant això, van anar substituint els vells aparells Horsley Hawker a les illes britàniques, fins a completar set esquadrons, i fins al 1940 no es va començar a substituir-los pel Bristol Beauford.
Al començament de la Segona Guerra Mundial, encara restaven actius uns 100 Vildebeest, que van tenir fets remarcables en el front oriental en enfrontar-se amb els avions japonesos més moderns. Malgrat aquest fet, van torpedinar el cuirassat japonès Kota Bharu el 8 de desembre de 1941. Quant al territori del Regne Unit, l'esquadró número 22, amb base a Thorney Island (West Sussex), es dedicava a tasques antisubmarines, fins al febrer de 1940, mentre que el número 42 es dedicava a la protecció de combois a la costa fins a l'abril de 1940. Finalment les dues esquadrilles van rebre els nous aparells.

### Nova Zelanda
La Royal New Zealand Air Force va comandar 12 aparells per defensar les costes el 1935. Entre el 1940 i el 1941 van adquirir vint-i-set aparells dels estocs de la RAF (Royal Air Force). Posteriorment els van ser cedits prop de 60 aparells més, que es van utilitzar per vigilar els vaixells alemanys de superfície, com els submarins japonesos, i, sobretot, com a entrenadors, fins que el 1942 van ser substituïts pels North American Harvards.

### Altres Teatres d'Operacions
- Iran. Allí van intervenir a la guerra angloiraquí, i, posteriorment, van ser utilitzats com a fumigadors.

## Models
- Mk1 (Tipus 244)

Sèrie de vint aparells en dues tandes. De la primera tanda de vuit aparells, un va ser destinat a l'esquadró número 22; un altre a l'esquadró número 100; un altre va ser transformat a bombarder nocturn; un altre fou destinat a assajos, i la resta foren dirigits a l'aeroport de Gosport. De la segona tanda de dotze aparells, tres van ser destinats a assajos i la resta s'incorporaren a l'esquadró número 100. Tots anaven equipats amb motor Bristol Pegasus IM3.
- Mk II (Tipus 258)

Sèrie de trenta aparells amb la cua modificada i disposaven del nou motor Bristol Pegasus IIM3 de 635 CV. Comanda realitzada el desembre de 1933
- Mk III (Tipus 267)

111 aparells amb un tripulant més, el navegant, que feia falta per a les actuacions des de terra per torpedinar amb més precisió. Molts van acabar a Nova Zelanda com a entrenadors.
- Mk IV (Tipus 286)

En la darrera versió del Vildebeest desapareix el tercer tripulant, i està equipat amb motor Bristol Perseus VIII de 825 CV, que reporta l'increment de velocitat fins a 251 km/h. A alguns avions de models anteriors se'ls va canviar el motor per deixar-los en l'especificació Mk IV.
- Vickers Tipus 245

Versió espanyola amb motor Hispano Suiza 12Ybrs de 12 cilindres en V, de refrigeració líquida i 600 CV, 27 aparells.
- Vickers Tipus 266

Versió per a la RAF d'ús general, equipats amb el Bristol Pegasus IIIM3, fabricats o convertits un total de 119 aparells.

## Aparells conservats
Hi ha un Vickers Vildebeest Mk III restaurat a partir de diversos aparells en el museu de la Royal New Zealnd Air Force a Cristchurch (Nova Zelanda), amb matrícula NZ102.